# Stazione di Villa del Conte
La stazione di Villa del Conte è una fermata ferroviaria a servizio del comune di Villa del Conte sulla linea Bassano del Grappa-Padova.
La gestione degli impianti è affidata a Rete Ferroviaria Italiana controllata del gruppo Ferrovie dello Stato.

## Strutture e impianti
Il fabbricato viaggiatori si compone su due livelli. Parte del piano terra è aperto ai viaggiatori come sala di attesa mentre il rimanente è attualmente destinato ad accogliere sistemi elettronici a servizio dell'infrastruttura ferroviaria.
Il piazzale si compone di un solo binario servito da una banchina dove è disponibile una pensilina in vetro e cemento.
È presente un monitor che visualizza gli arrivi e le partenze dei treni.
Dalla stazione sono visibili i residui dei binari tronchi a servizio della vicina falegnameria.

## Movimento
La stazione è servita da treni regionali svolti da Trenitalia nell'ambito del contratto di servizio stipulato con la Regione del Veneto.

## Servizi
- Fermata autobus
- Parcheggio auto e bici

## Movimento

### Passeggeri
Il servizio viaggiatori è esclusivamente di tipo regionale. È espletato da Trenitalia controllata del gruppo Ferrovie dello Stato.
I treni che effettuano servizio presso questa stazione sono tutti quelli circolanti lungo la linea ferroviaria. Le loro principali destinazioni sono: Padova e Bassano del Grappa.